# Yahgan
Yahgan (Yámana, Yaghan, Yagán) je indijanski narod s južne obale otoka Ognjene zemlje u Čileu, i otočićima južno i zapadno od njega. Još dok su donedavno naseljevali ovaj kraj bijahu najjužniji narod na zemlji, s populacijom od nekih 5.000 (1600.), jezično su izolirani i podijeljeni u 5 lokalnih skupina koje su se služila vlastitim dijalektima. To su: 
- Wakimaala, Canal Beagle, Yendegaia, uključujući i otok Isla Ambarino, Canal Murria i Isla Hoste.
- Utamaala, istočno od Puerto Williams i otok Isla Gable, Picton, Nueva i Lenox.
- Inalumaala, Canal Beagle, poluotok Brecknock
- Yeskumaala, archipiélago del Cabo de Hornos.
- Ilalumaala, Bahía Cook.

## Kultura
Život Yahgana u vremenima prije nastanka europskih naselja bio je veoma jednostavan. U ledenoj studeni jedina odjeća je komad kože prebačen preko ramena. Njihove nastambe maleni su štitnici od granja i kore ili kože tuljana.  Ribolov im je glavno zanimanje kao i sakupljanje školjaka i rakova uz obalu, ali i lov na tuljane i kitove. Sakupljalo se i divlje bilje, gljive, hvatale ptice, i sve što bi moglo utažiti glad. Yahgani su kanu-Indijanci. Čamac sa šiljastim krajevima, poznat kao anan, izrađivao se od kore tamošnje bukve, a platice su mu pričvršćene vrpcama kitove usi i pojačane rebrima drveta Drimys winteri. Anani su bili dugi između 4 i gotovo 5 metara, imali su 5 klupa za veslače s dvije do četiri lopatasta vesla, dok se kod pogodnog vjetra postavljao jarbol s četverouglastim jedrom. Ovakve čamce koristili su do 1900.-te godine, a kasnije su počeli koristiti kanue dubene u deblu.
Plemenski život
Plemenski život nije bio organiziran, kao ni priznatih vođa. Obitelj je obično monogamna i najviša sociopolitička i ekonomska jedinica. Obitelji krstare kanalima, i rijetko se zadržavaju na jednom mjestu, više od nekoliko dana. Društveni život mogao se vidjeti tek prilikom obreda inicijacije (uvođenje u svijet odraslih), kada bi se okupilo nekoliko srodnih obitelji. U naročitoj kući okupila bi se omladina, djevojčice i dječaci, gdje bi ih poučavali praktičnim vještinama i moralu. O inicijacijskim obredima Yahgana upoznali su se katolički svećenici Gusinde i Koppers.
Tragovi matrijarhata
Imali su tajni obred kina, koji je nastao nakon vladavine žena, to jest matrijarhata. Poubijavši većinu žena koje su zamaskirane muškarce plašile, tobože da su duhovi, muškarci jednoga dana otkriju prijevaru. Preuzeli su kult i uveli novo društveno uređenje, prema kojemu sada žene moraju slušati muškarce.

## Zanimljivosti
Posljednji član tog plemena, prema izvješću ekspedicije čileanske ratne mornarice iz 1902., bila je supruga hrvatskog iseljenika Antonia Miličića, Rosa Yagán Miličić. Po drugim izvorima posljednja govornica jezika yahgan je pripadnica toga plemena, Cristina Calderón poznata sumještanima kao la abuela (baka) iz čileanskog sela Villa Ukika. Pleme brojji oko 70 pripadnika, od čega oko 50 živi u tom selu.
O čilskim Yámanima pisao je čilsko-hrvatski povjesničar Sergio Laušić Glasinović.

## Vanjske poveznice
- Yahgan  Arhivirana inačica izvorne stranice od 31. svibnja 2010. (Wayback Machine)
- Extinct Ancient Societies Tierra del Fuegians Extinct Ancient Societies Tierra del Fuegians
- Yagán Territorio  Arhivirana inačica izvorne stranice od 29. travnja 2006. (Wayback Machine)
- Pueblo aborigén, Los Yaganes, indígenas, civilización indigena yaganes.  Arhivirana inačica izvorne stranice od 16. svibnja 2006. (Wayback Machine)
- The Yamana (Yahgan) People  Arhivirana inačica izvorne stranice od 6. listopada 2008. (Wayback Machine)